# Vores Kunst
Vores Kunst (tidligere kaldet Kunst på stedet) er en online database over alle de værker Statens Kunstfond har været med til at støtte siden 1964. Sitet drives til daglig af Kulturstyrelsen, der er sekretariat for Statens Kunstfond. Værkerne på sitet er knyttet til to forskellige ordninger hhv. Kunst i det offentlige rum og Deponeringsordningen. Databasen udvides løbende og rummer p.t. omkring 2000 værker hvoraf de fleste indeholder billeder og en del også tekst om værkerne.

## Kunst i det offentlige rum
Statens Kunstfonds Udvalg for Kunst i det Offentlige Rum har siden 1964 støttet opførelse af værker i det offentlige rum. Værkerne spænder fra skulpturer på pladser og i parker, til udsmykninger og installationer på institutioner og midlertidige undersøgelser og projekter om hvordan kunsten kan påvirke det offentlige rum.

## Indkøbte værker – Deponeringsordningen
Ud over værkerne, der er støttet af Statens Kunstfonds Udvalg for Kunst i det Offentlige Rum, rummer databasen også informationer om en del af de værker Statens Kunstfonds Billedkunstneriske Indkøbs- og Legatudvalg og Statens Kunstfonds Kunsthåndværk- og Designudvalg har været med til at indkøbe til deponeringordningen.
Institutioner der er tilgængelige for offentligheden kan se hvilke værker der er tilgængelige for udlån, og søge om lån af specifikke værker.

## Indkøbte værker – Smykkelån
I år 2013 blev sitet statenskunstfondssmykkeskrin.dk integreret på vores.kunst.dk. Her kan man se og søge om at låne smykkekunst til særlige lejligheder Statens Kunstfonds Kunsthåndværk- og Designudvalg.

## Mobil app
I 2011 blev der udviklet en applikation til smartphones (Android og iOS). Applikationen fungerer som en mobil kunstguide, der kan vise brugeren hvad der er af kunst i nærheden og informationer om den kunst man møder i det offentlige rum. Den viser kun kunst, der er støttet af Statens Kunstfond, og som er direkte tilgængeligt for offentligheden. Brugerne kan også indsende information om værkerne til Statens Kunstfond, og fra version 1.6 (iOS) kan de også indsende billeder af værker direkte fra deres telefon.